# Mondeville (Essonne)
Mondeville is een gemeente in het Franse departement Essonne (regio Île-de-France) en telt 688 inwoners (1999). De plaats maakt deel uit van het arrondissement Étampes.

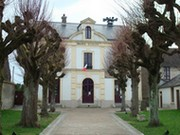
Gemeentehuis
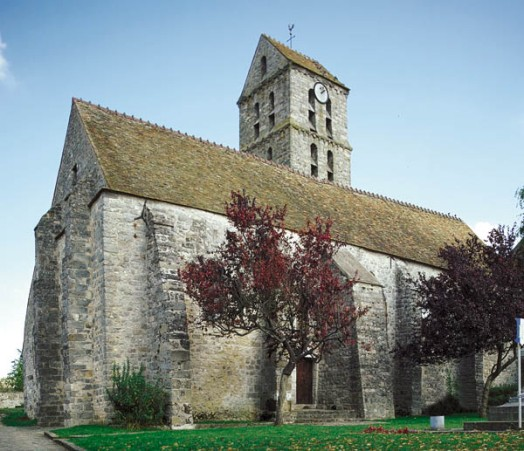
Kerk van St Martin

## Geografie
De oppervlakte van Mondeville bedraagt 6,7 km², de bevolkingsdichtheid is 102,7 inwoners per km².
De onderstaande kaart toont de ligging van Mondeville (Essonne) met de belangrijkste infrastructuur en aangrenzende gemeenten.

## Demografie
Onderstaande figuur toont het verloop van het inwonertal (bron: INSEE-tellingen).